# بيندي إروين
بيندي سو إيروين (مواليد 24 يوليو 1998)  ممثلة وشخصية تلفزيونية وصديقة للبيئة ومغنية وراقصة أسترالية.

### روابط خارجية
- Story of Steve and Terri at أنيمال بلانت
- Australia Zoo
- Bindi Irwin on Instagram
- Bindi Irwin on Twitter
- بيندي إروين على موقع IMDb (الإنجليزية)
- بيندي إروين على موقع ميوزك برينز (الإنجليزية)
- بيندي إروين على موقع أول موفي (الإنجليزية)
- بيندي إروين على موقع إن إن دي بي (الإنجليزية)
- بيندي إروين على موقع أول ميوزيك (الإنجليزية)
- بيندي إروين على موقع قاعدة بيانات الفيلم (الإنجليزية)
- بيندي إروين على موقع كينوبويسك (الروسية)